# Йоганн Крюгер
Йоганн Крюгер, серболужицький варіант — Ян Крігар (нім. Johann Crüger, н. -луж. Jan Krygaŕ; нар. 9 квітня 1598, біля Губен, Німеччина  — 23 лютого 1662, Берлін, Німеччина) — великий німецький композитор і музикознавець, автор безлічі мелодій, використовуваних в лютеранському побуті. Автор хорів, псалмів, аранжувань хорали Лютера.

## Життєпис
Йоганн Крюгер народився поблизу Губен у Нижній Лужиці, змішаному районі серболужицької та німецької мови та культури. Тому передбачається, що Крюгер мав сорбські корені, але це ще не підтверджено. Його батько Георг Крюгер був корчмаром, мати Ульріке була дочка священика Кольхайма. До 1613 року він відвідував латинську школу в Губені. 
Першу музичну підготовку Йоганн Крюгер отримав приїхавши до Регенсбурга від Паулюса Хомбергера (1560–1634). У подальшому він прибув до Берліна в 1615 році, де готувався вивчати богослов’я в Берлінській гімназії при монастирі. З 1620 року вивчав теологію в університеті Віттенберга і продовжував музичну освіту в самонавчанні. З 1622 року і до смерті, Крюгер 40 років був учителем у гімназії Зум Грауен Клостер і одночасно кантором церкви Святого Миколая в Берліні. 
Одна з його пасинок, Анна Марія Гелена Ашенбреннер (* 1625) вийшла заміж за придворного художника Майкла Конрада Гірта, який створив портрет Крюгера. 

## Творчість
Йоганн Крюгер є творцем численних концертних творів та музично-педагогічних творів. У 1643 році він зустрів відомого церковного пісняра Пауля Герхардта, для якого написав різні духовні пісні.
З 1647 році з'явилося видання під назвою Praxis Pietatis Melica (Практика благочестя у піснях), яке стало найважливішою протестантською книгою псалмів, книгою 17-го століття в німецькомовних країнах. Лише за життя Крюгера ця робота була опублікована у десяти виданнях - багато модифікованих та розширених, але не всі версії збереглися. 
У "Священних церковних мелодіях", опублікованих у 1649 р., задуманих як супровідна книга до третього видання «Пітатіс Меліка», опублікованого роком раніше, але тепер втраченого, в основному чотиричастинному канонічному русі є 161 хороли; на 108 номерів, Крюгер додав дві верхні частини концерту (скрипки або гузі). Один лише цей збірник містить понад 20 хорових мелодій композицій Крюгера, у тому числі вісім віршів його земляка Йогана Франка. Церковне значення церковної мелодії полягає насамперед у тому, що Крюгер створив новий, інструментально підтримуваний тип багаточастинного церковного хору, який він знову і знову в 1657/58 роках випускав у "Геістліхе Лідер і Псалмен", задуманій для реформованого суду Бранденбурга частково в розгорнутому вигляді (4–5 тромбонів замість 2 скрипок).
У нинішньому Євангеліє Гесенгбуг, залежно від регіонального видання, є щонайменше 18 його мелодій.

## Видання
- Випустив три збірки гімнів, в кожному з яких міститься мелодія «Herzliebster Jesu, was hast du verbrochen?» використана І. С. Бахом в «Страсті за Матфеєм» і «Страсті за Іоанном».
- Третій, самий популярний збірник «Praxis pietatis melica» ймовірно вийшов в 1635 році.
- Збірник «Berliner Gesangbuch» вийшов в 1640 році, «Kirchenmelodien» в 1649 році («Herzliebster Jesu» представлено для 4 голосів і інструментального супроводу).
- Том I: Духовні церковні мелодії 1649 року . ISBN 978-3-9816780-1-7 .
- Том II: Священні пісні та псалми 1657 року. ISBN 978-3-9816780-2-4 .
- Том III: Псалмодія Сакра 1658 року. ISBN 978-3-9816780-3-1 .
- До 1733 року вийшло 43 видання цієї збірки.
- Емануель Крістіан Готлоб Лангбекер (ред.): Хорові мелодії Йогана Крюгера: з кращих джерел, подані суворо за оригіналом та супроводжуються коротким контуром життя та творчості цього духовного композитора пісні. Ейхлер, Берлін 1835 р. ( Digitalisat // Цифрова бібліотека Німеччини ).
- До початку XX століття близько 20 мелодій Крюгера все ще користувалися популярністю, особливо «Nun danket alle Gott».
- Буркард Розенбергер (ред.) ): Йоганн Крюгерс «Geistliche Kirchen-Melodien '(1649): Текстокритичне видання (= наукові праці Мюнстера ВСУ: Серія XVIII; т. 3). Monsenstein and Vannerdat, Münster 2014, ISBN 978-3-8405-0111-1 ( повний цифровий текст через університетський шрифтовий сервер Westfälische Wilhelms-Universität Münster).
- Хольгер Ейхорн, Мартін Любенов (ред.): Йоганн Крюгер - критичне видання вибраних творів . Musiche Varie, Гермерсхайм 2014.

## Вшанування пам'яті
Меморіальна дошка Йогану Крюгеру становлена в Санкт-Ніколайкірхе, Берлін-Мітт.